# Кузьмин, Николай Алексеевич (депутат)
Николай Алексеевич Кузьмин (род. 9 марта 1956; Усть-Каменогорск, Восточно-Казахстанская область, Казахская ССР, СССР) — казахстанский политический деятель. Депутат Мажилиса Парламента Республики Казахстан V созыва (2012—2016).

## Биография
Кузьмин Николай Алексеевич родился 9 марта 1956 года в г. Усть-Каменогорск, Восточно-Казахстанской области, Республики Казахстан. Национальность – русский. 
В 1982 году окончил Усть-Каменогорский строительный техникум по специальности техник-строитель.
В 1995 году окончил Казахский национальный технический университет по специальности инженер-металлург.

## Трудовая деятельность
С 1973 по 1974 годы — Слесарь по ремонту автомобилей УК ТМК 50-летия Октябрьской революции города Усть-Каменогорска.
С 1974 по 1976 годы — Водитель грузовой автомашины, шофер 2 класса в Автобусном парке № 2 города Усть-Каменогорска.
С 1976 по 1991 годы — Слесарь 4 разряда цеха № 6 УК ТМК, водитель автомашин цеха № 8 УК ТМК, экономист ОМТС цеха № 22 УК ТМК, заместитель начальника ОМТС УК 50-летия Октябрьской революции города Усть-Каменогорска.
С 1991 по 1995 годы — Директор коммерческого центра «Титан» города Усть-Каменогорска.
С 1995 по 1997 годы — Директор Производственно-коммерческой фирмы «Титан» города Усть-Каменогорска.
С 1997 по 2012 годы — Генеральный директор Производственно-коммерческой фирмы «Титан» города Усть-Каменогорска.

## Выборные должности, депутатство
С 18 января 2012 по 20 января 2016 годы — Депутат Мажилиса Парламента Республики Казахстан V созыва по партийному списку Народно-Демократической партии «Нур Отан», Член Комитета по финансам и бюджету Мажилиса Парламента Республики Казахстан.

## Награды
- Медаль «Шапагат» (2002)[2]
- Орден святого благоверного князя Даниила Московского 3 степени (2004)
- Орден Курмет (2008)[3]
- Орден Парасат (2014)[4][5]
- Благодарственное письмо Первого Президента Республики Казахстан.
- Награждён правительственными и юбилейными государственными медалями Республики Казахстан.
- Медаль «Меценат образования» (2008).[6]